# The Dorilton

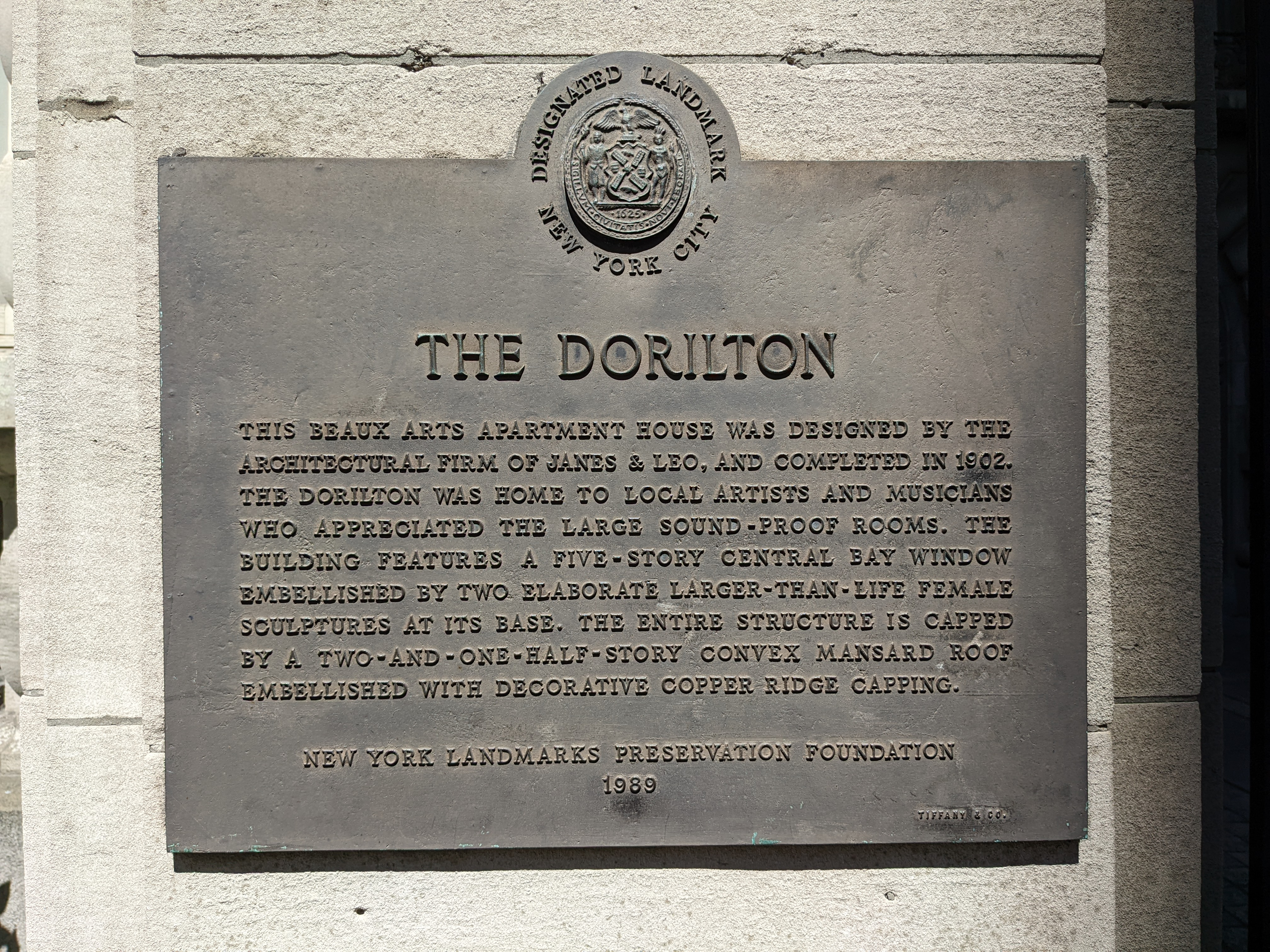
Denkmalplakette der New York Landmarks Preservation Foundation

The Dorilton ist ein denkmalgeschütztes Apartmenthaus in Manhattan in New York City, Vereinigte Staaten. Das architektonisch spektakuläre und luxuriös eingerichtete Gebäude ist seit 1984 im Besitz einer Wohnungsgenossenschaft.

## Beschreibung
Das Wohnhochhaus befindet sich im Stadtteil Upper West Side in der West 71st Street direkt an der Kreuzung Broadway / Amsterdam Avenue (10th Avenue) an der Nordspitze vom Sherman Square. Seine Adresse lautet „171 West 71st Street“. Zwei Blocks östlich liegt der Central Park. Wenige Meter nördlich befinden sich auf dem Verdi Square an der 72nd Street Zugänge zur Station 72 Street der New York City Subway, die von den Linien  bedient wird.
The Dorilton wurde von dem Architekturbüro Janes & Leo im Stil der Beaux-Arts-Architektur entworfen und von 1900 bis 1902 erbaut. Das aus Kalk- und Ziegelstein errichtete Bauwerk hat einen H-förmigen Grundriss mit nach Süden und Norden ausgerichteten Lichthöfen. Der südliche Lichthof an der 71st Street fungiert als Eingangsbereich, in den man durch ein mit Schmuckelementen verziertes steinernes Tor gelangt. Darüber werden auf Höhe der neunten Etage die beiden Gebäudeflügel mit einem Bogen verbunden. Das Gebäude verfügt an der am Broadway befindlichen Fassade über ein fünfgeschossiges zentral angebrachtes halbrundes Erkerfenster aus Bronze, das an seiner Basis von zwei üppigen, überlebensgroßen Frauenskulpturen flankiert wird. Die Fassaden sind üppig mit Balkonen, Skulpturen und Schmuckelementen aus Terrakotta verziert. Gekrönt wird das zwölfstöckige Wohnhochhaus von einem mit Kupfer verkleideten dreistöckigen Mansarddach. Nach seiner Fertigstellung beherbergte das Gebäude 48 Wohnungen, die insbesondere von der New Yorker Mittelklasse und zahlreichen Künstlern und Musikern bewohnt wurden.
1984 ging es in den Besitz einer Wohnungsgenossenschaft über, die bis 1990 die Fassaden und das Dach restaurieren ließen. Hierbei konnten die verwitterte Balustrade im zehnten Stock und die ebenfalls verwitterten Schmuckelemente im elften Stock aus Kostengründen nicht ersetzt werden. 1998 fanden weitere Renovierungsarbeiten am Dach und den Terrakotta-Schmuckelementen statt. In den 2000er Jahren wurden die Gemeinschaftsräume durch die Innenarchitektin Lucretia Moroni renoviert und des Weiteren die Zahl der Wohnungen auf 60 erhöht. Auf dem Dach sind für die Bewohner mehrere begrünte Terrassen angelegt worden.
The Dorilton wurde am 8. Oktober 1974 von der New Yorker Landmarks Preservation Commission als Denkmal ausgewiesen. Am 8. September 1983 erfolgte die Eintragung in das National Register of Historic Places. 1990 wurde das Bauwerk Teil des Historic Districts Upper West Side/Central Park West.

## Galerie

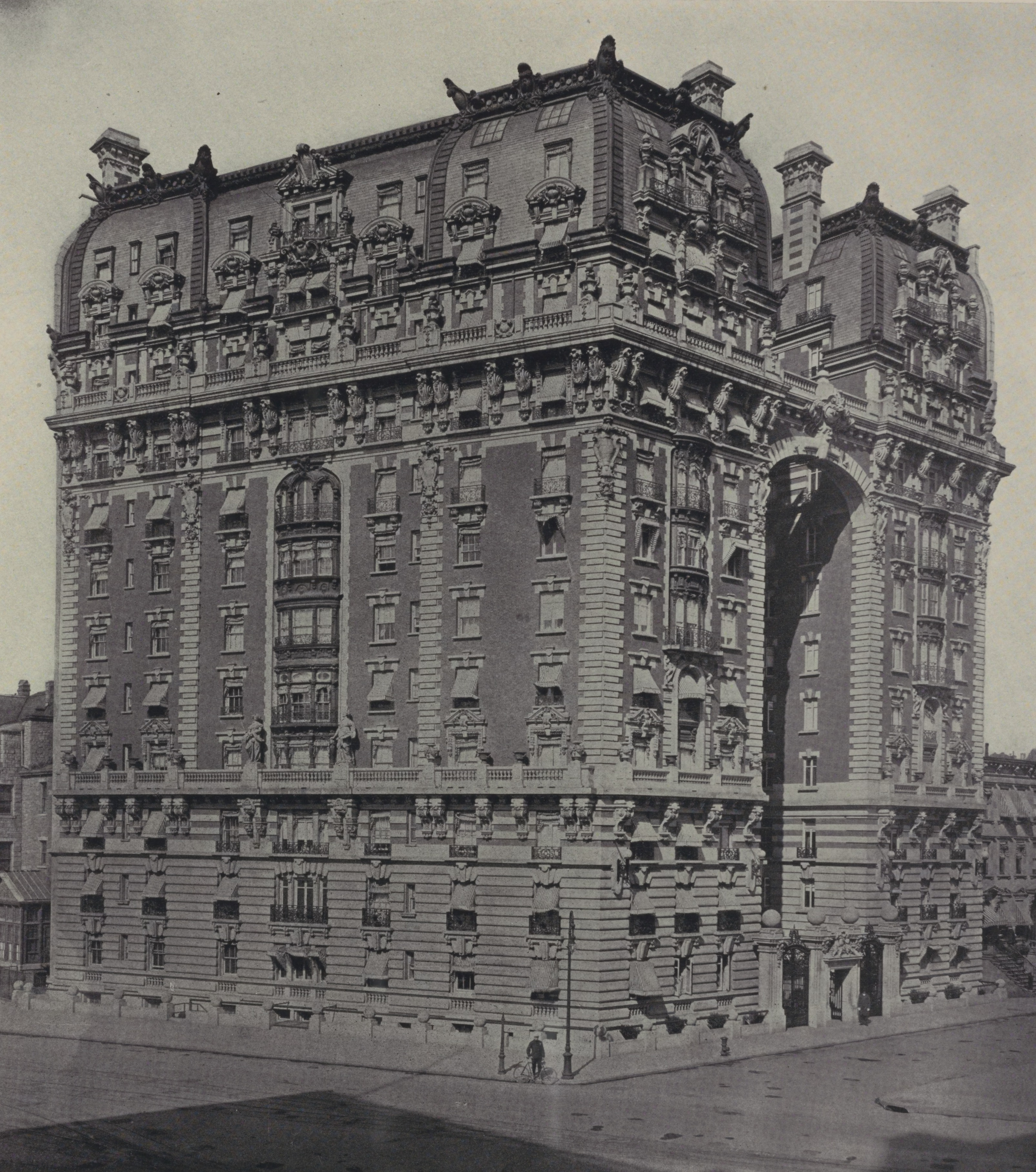
The Dorilton kurz nach der Fertigstellung im Jahr 1908
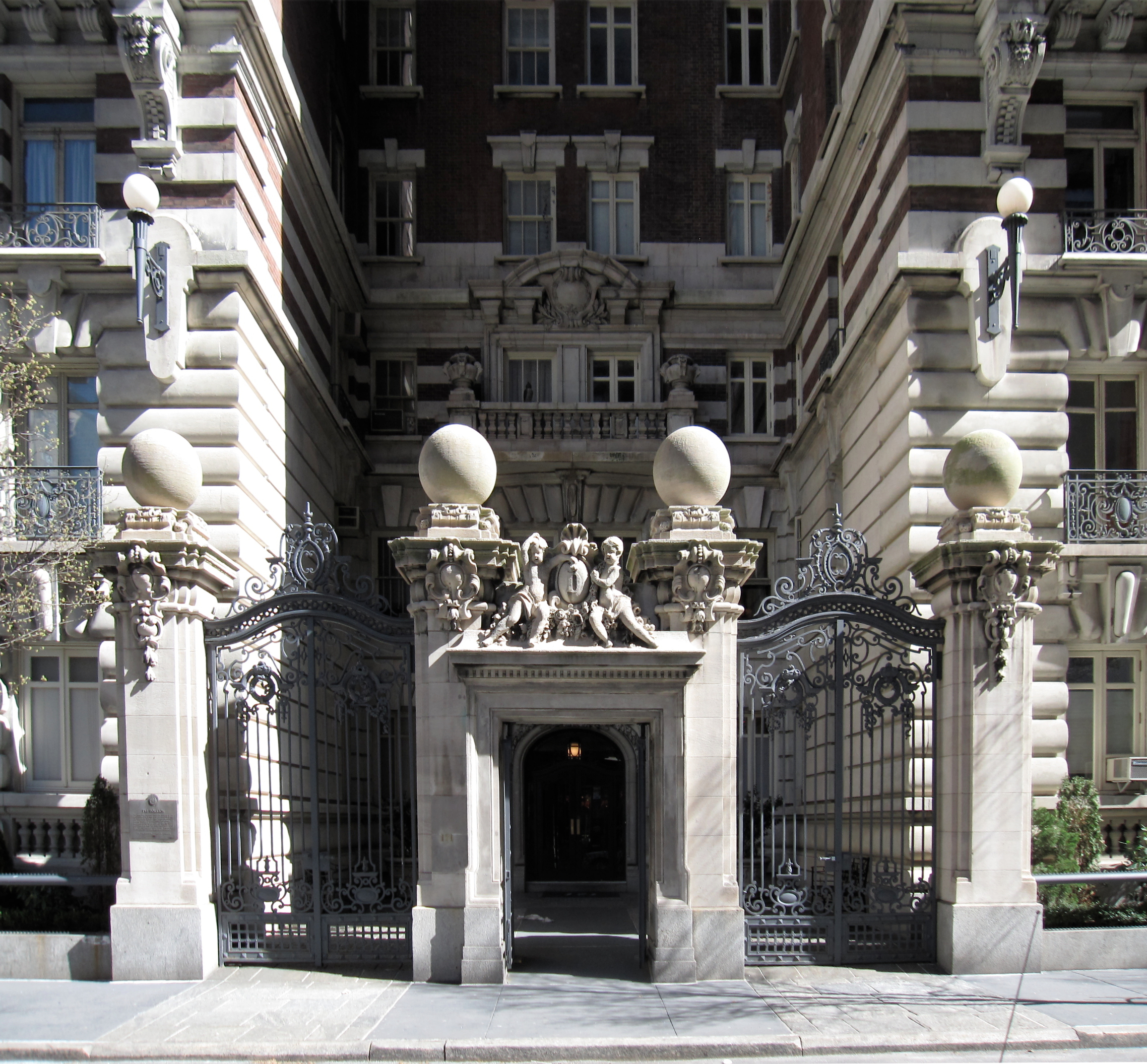
Eingangstor in der 71st Street
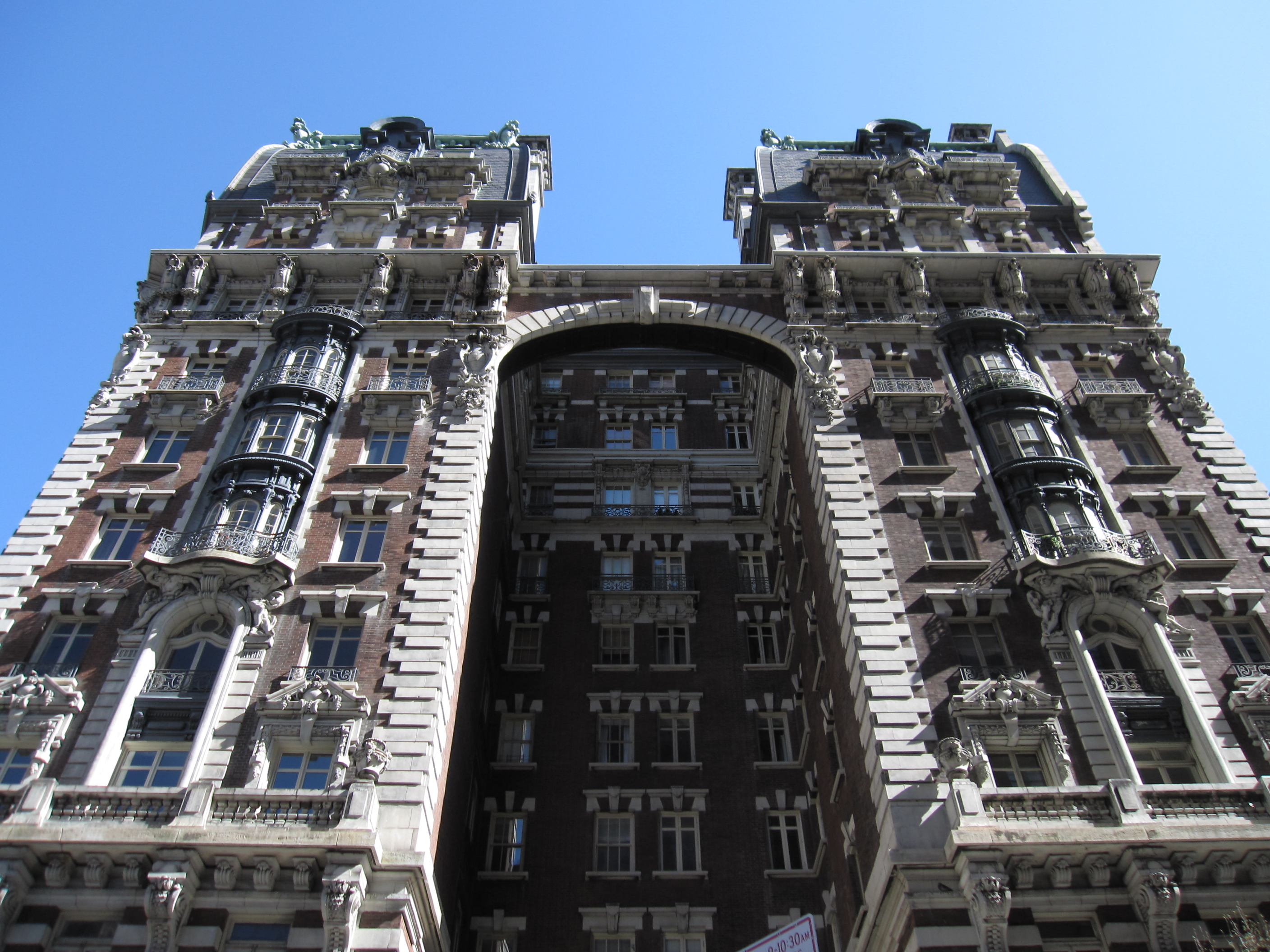
Die Südfassaden mit dem Verbindungsbogen
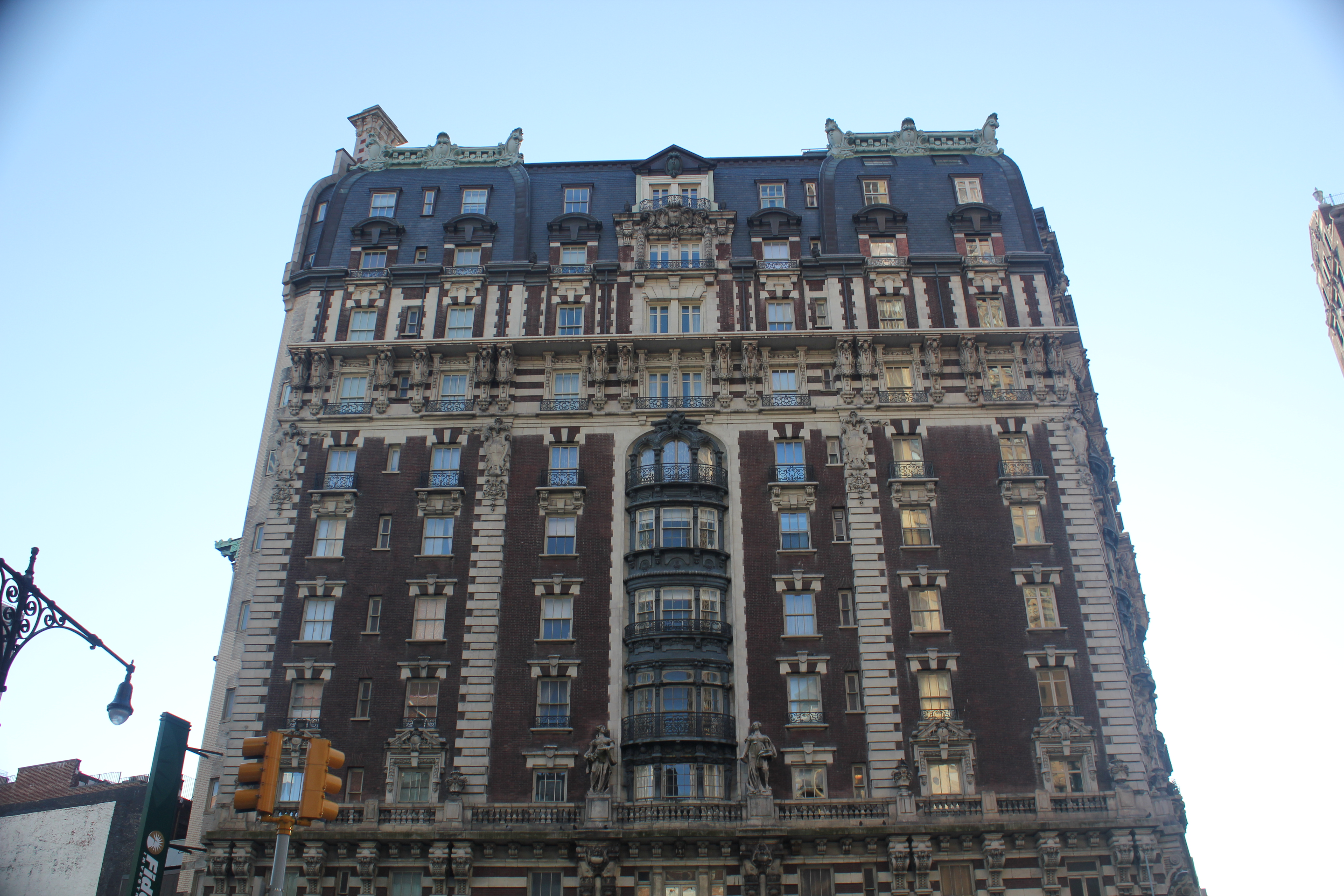
Blick vom Broadway 2023
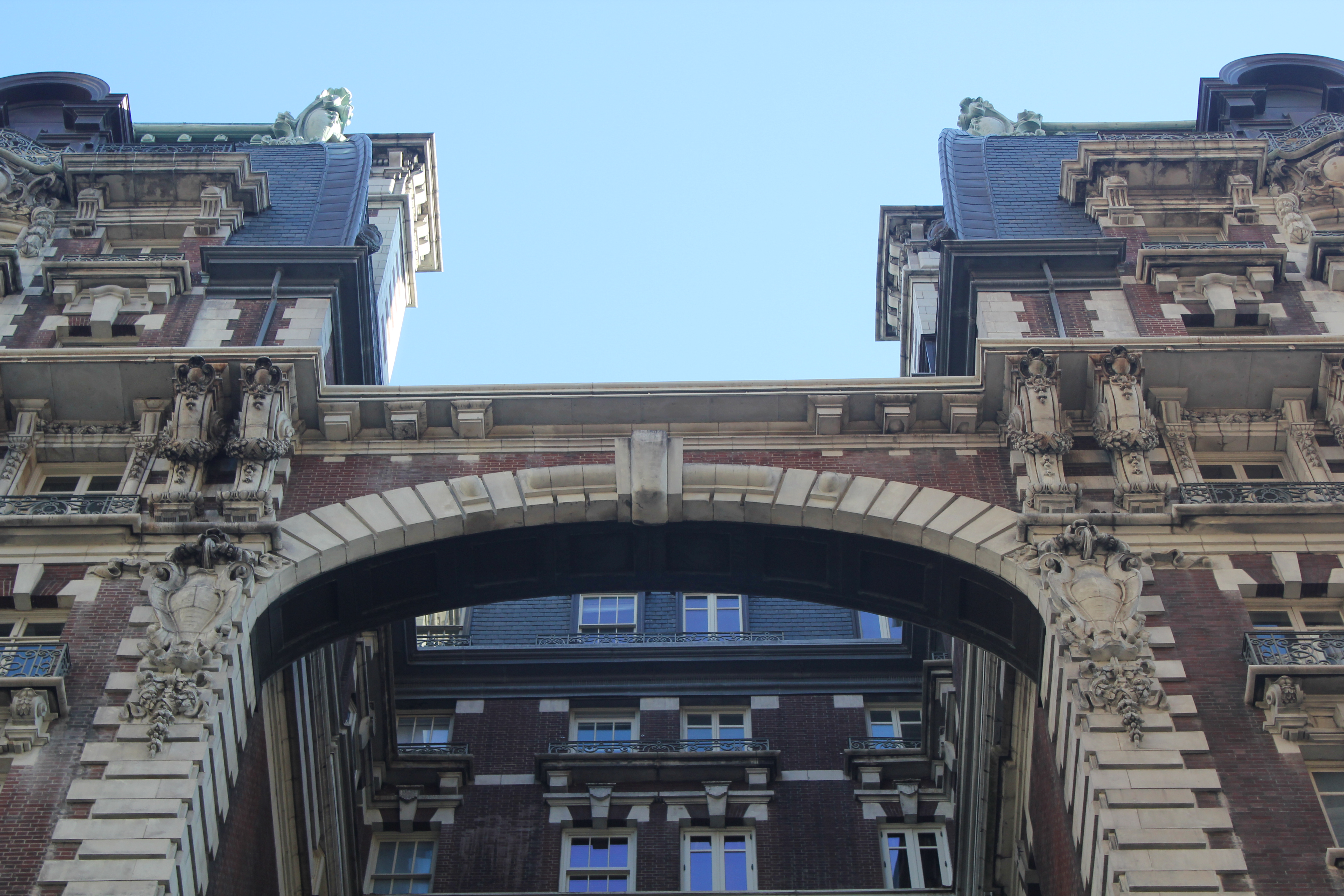
Verbindungsbogen